# مطار قسنطينة - محمد بوضياف
36°16′56.74″N 06°37′01.44″E / 36.2824278°N 6.6170667°E

مطار قسنطينة - محمد بوضياف (إياتا: CZL، إيكاو: DABC) هو مطار دولي يقع في مدينة قسنطينة عاصمة ولاية قسنطينة إحدى ولايات شرق الجزائر، سٌمي المطار بهذا الاسم تخليداً للزعيم محمد بوضياف أحد رموز الثورة الجزائرية، والرئيس الخامس للجمهورية الجزائرية. يضم المطار مبنى للركاب يحتوي على مرافق جديدة متطورة لتسهيل عمليات المغادرة والوصول للمسافرين وهو في قيد تطوير إمكانياته بمحطة جديدة لتلبية الطلب المتزايد على مدينة قسنطينة.
في سنة 2016، وصل عدد المسافرين الذين استخدموا المطار 415 116 1 مسافر.

## العرض
مطار قسنطينة هو مطار مدني دولي يخدم مدينة قسنطينة التي تعتبر ثالث أهم مدينة في الجزائر ومنطقتها (ولايات قسنطينة وسكيكدة وقلمة وأم البواقي وميلة).
تسير شؤون المطار من قبل مؤسسة إدارة الخدمة الجوية في قسنطينة. (Constantine EGSA).

## التاريخ
مطار قسنطينة المسمى «محمد بوضياف» تكريما لرئيس الدولة الجزائري السابق ، هو مطار مدني دولي ، يقع على هضبة عين الباي على بعد 12 كم من وسط مدينة قسنطينة.
تم بناء المطار عام 1943 أثناء الحرب العالمية الثانية لتلبية احتياجات الجيش الأمريكي ، وبالفعل كان هذا المطار قاعدة دعم ودعم لطائرات القوات الجوية الأمريكية في شمال إفريقيا. ومنذ ذلك الحين، خضع لتعديلات وتمديدات مختلفة، وفتحت بشكل ملحوظ على الرحلات الجوية المحلية والدولية والعادية.

## البنية التحتية ذات الصلة

### المدرج
المطار به مدرجان من الخرسانة الإسفلتية المدرج الرئيسي بطول 3000 متر ؛ والثانوي بطول 2400 م.

### محطة المسافرين
المطار به حاليا محطتي نقل حيث تبلغ سعة المحطة الرئيسية 1.2 مليون مسافر وتم تشغيلها في يونيو 2013. وتبلغ مساحتها 16200 متر مربع وتتكون من مستويين.
سيتم تجديد وتحديث المحطة الدولية القديمة التي تتسع لـ 700000 مسافر لاستيعاب الرحلات الداخلية ورحلات الطيران العارض وكذلك رحلات الحج.
صعود الركاب يتم عن طريق الحافلة.

### الوصول
يمكن الوصول إلى مطار قسنطينة بالحافلات وسيارات الأجرة والترام إلى مدينة الزواغي. قريباً سيتم ربط المطار مباشرة بواسطة ترام قسنطينة.

### مواصفات أخرى
يحتوي مطار قسنطينة أيضًا على جناح الشرف، مما يسمح باستقبال السياسيين من جميع أنحاء البلاد خلال رحلاتهم.
خدمة تقديم الطعام مع 1000 صينية، صالة لركاب الدرجة الأولى، موقف سيارات يتسع لـ 450 مساحة، متاجر متنوعة، متاجر، مطاعم، وجبات سريعة.

## إحصائيات
إحصائيات حركة المسافرين في مطار قسنطينة:
| السنة         | 2006   | 2007   | 2008   | 2009   | 2010   | 2011   | 2012   | 2013   | 2014   | 2015   | 2016    |
| ------------- | ------ | ------ | ------ | ------ | ------ | ------ | ------ | ------ | ------ | ------ | ------- |
| عدد المسافرين | 360350 | 613438 | 638019 | 385059 | 629315 | 667473 | 961142 | 725031 | 801130 | 855239 | 1116415 |

## شركات الطيران
| شركات الطيران           | الوجهات |
| ----------------------- | --- |
| الخطوط الجوية الجزائرية | الجزائر، وهران، ورقلة، حاسي مسعود، غرداية، بشار، أدرار، تندوف، إسطنبول، باريس أورلي، باريس شارل ديغول، نيس، مارسيليا، ليون، بازل، ميتز نانسي، ليل، المدينة، جدة |
| طيران الطاسيلي          | الجزائر، ستراسبورغ |
| الخطوط التونسية         | تونس |
| توي فلاي بلجيكا         | بروكسل |
| الخطوط الجوية التركية   | إسطنبول |
| الخطوط السعودية         | موسمية: المدينة |

## وصلات خارجية
- الموقع الرسمي لمؤسسة تسيير مطارات قسنطينة
- معلومات حول المطار